# اریش یوسکویاک
اریش یوسکویاک (به آلمانی: Erich Juskowiak) بازیکن فوتبال و مدافع اهل آلمان است که از سال ۱۹۵۱ میلادی عضو تیم ملی فوتبال آلمان بوده‌است. وی در ۳۱ بازی ملی حضور داشته است و آخرین بازی ملی خود را در سال ۱۹۵۹ میلادی انجام داد. اریش یوسکویاک در بازی‌های ملی‌اش ۴ گل به ثمر رساند.